# Owink
Owink (kaszb. Owink) – osada  w Polsce położona w województwie pomorskim, w powiecie chojnickim, w gminie Chojnice. 

## Charakterystyka
Mała osada kaszubska położona na terenie Zaborskiego Parku Krajobrazowego nad wschodnim brzegiem jeziora Karsińskiego przy zachodniej granicy Parku Narodowego „Bory Tucholskie”. Owink jest częścią składową sołectwa Swornegacie. 
W latach 1975–1998 miejscowość administracyjnie należała do województwa bydgoskiego.